# 椿欣也
椿 欣也（つばき きんや、1974年12月11日 - ）は、日本の俳優、歌手、舞踊家（女形、男形）、殺陣師、和太鼓、脚本・構成・演出家。身長174cm、体重58kg、血液型はB型。芸能プロダクション株式会社椿エンタープライズの代表取締役社長

## 来歴・人物
歌手活動にてメディア出演を積極的に行う傍ら「舞で魅せ、歌で聴かせ、芝居で心揺さぶる」のキャッチフレーズで座長公演、舞踊会、ディナーショー等をおこなう。座長公演では、脚本・演出・構成・振付など全てを手掛けている。
「第11回飛騨高山高根歌謡祭」等のテレビ番組出演や、NHKラジオ「ひるの散歩道」、「サタデー　歌の仲間たち」、「かおり＆欣也の艶歌は一番」（メインパーソナリティ）等のラジオ番組への出演、「みんなの歌謡曲」等の雑誌取材も多数。出身地である徳島県の「JRT四国放送」には、テレビ、ラジオともに数多く出演。
出身地の徳島県では、介護施設へのボランティア慰問もおこなう。
3rdシングル「悲しみのつばさ」は円広志が、4thシングル「恋うつつ」は小田純平がプロデュース。
日本舞踊は西川流。
2011年よりオー・エンタープライズと業務提携（所属タレント：井上順、稲垣潤一 他）。

## 舞台

### 1996年 - 2007年
- 芸能事務所に所属し、時代劇・舞踊・女形・立役を学ぶ。座長公演を行う傍ら、歌手活動を積極的に展開。新歌舞伎座、明治座、御園座、中日劇場などの大舞台に出演

### 2008年
- 所属事務所を退社、フリーとなる
- 愛知・名古屋国際ホテルディナーショー（5月）
- 東京・京王プラザホテルディナーショー（9月）

### 2009年
- 千昌夫全国ツアー ゲスト出演（5月）
- 大月みやこ全国ツアー ゲスト出演（5月）
- 椿欣也座長公演（5月、徳島・脇町劇場オデオン座）
- 椿欣也座長公演（9月、博品館劇場）
- 椿欣也座長公演（11月、徳島・小松島市ミリカホール）

### 2010年
- 椿欣也座長公演（1月、日本橋劇場）
- 東京・京王プラザホテルディナーショー（2月）
- 第69代横綱白鵬結婚披露宴 ゲスト出演（祝賀・歌を披露）（3月）
- 椿欣也座長公演（5月、小松島市ミリカホール、東京・野方区民ホール）
- 椿欣也＆ 大江裕チャリティコンサート（9月、茨城・ロゼホール）
- 椿欣也座長公演（10月、茨城文化センター）

### 2011年
- 椿欣也座長公演（2月、東京・キンケロシアター、小松島市ミリカホール、7月、三越劇場、9月、日本橋劇場、10月、徳島・あわぎんホール）

### 2012年
- 椿欣也座長公演（4月、茨城・龍ケ崎市文化会館大ホール）
- 愛知・名鉄犬山ホテルディナーショー（5月）
- 舞踊会in 浅草公会堂（6月、ゲスト出演）
- 椿欣也座長公演（8月、日本橋劇場、10月、徳島・あわぎんホール、神山公民館）
- IMAGINE9.11（9月、加納竜主演）ゲスト出演

### 2013年
- 山本譲二＆椿欣也ディナーショー（1月、伊東・ハトヤホテル）
- 加納整体術学院40周年記念祝賀会＆椿欣也歌謡舞踊ショー（5月、名鉄犬山ホテル）
- 第3回ふれあいコンサート（5月、中村美律子と共演）
- 第1回椿欣也ファン感謝祭（5月、徳島・祥雲閣）
- 新柳生一族の陰謀（9月、千葉真一プレゼンツ、池袋シアターグリーン・ビッグツリーシアター）主演
- 椿欣也座長公演（9月、東京・南大塚ホール、10月、脇町劇場オデオン座、あわぎんホール）

### 2014年
- 「第69代横綱・白鵬翔 親睦会2014」（3月、徳島グランヴィリオホテル）ゲスト出演

歌謡舞踊ショーで取りを務める
- 第2回椿欣也ファン感謝祭（3月、徳島・祥雲閣）
- 椿欣也座長公演（4月、岡山県新見新歌舞喜座）

## メディア

### 映画
- 百年の時計（2013年、金子修介監督）

出演者:木南晴夏、ミッキー・カーチス、宍戸開、井上順ほか

### ドラマ
- 珈琲屋の人々（2014年、NHK-BSプレミアム）

出演者:高橋克典、木村多江、倉科カナ、八嶋智人、壇蜜、渡辺えり、吉行和子、小林稔侍
椿は青野（木村多江の夫）役として出演

### テレビ
- Dのゲキジョー（フジテレビ、松井誠役）
- NHK歌謡コンサート（2012年6月、NHK、中村美律子「島田のブンブン」で女形芸者で出演）
- ゴジカル！（JRT四国放送、ゲスト出演多数）

### ラジオ
- 小田純平の歌めぐり街めぐり
- 四国放送ラジオ

「えんやらこらワイド」「となりのラジオ」「よっちゃんの歌謡アプローチ」ほか
- FMびざん
- かつしかFM

「松田おさむの歌謡大行進」「高津章のエレジーナイト」「ドクター林の健康げらげらクリニック」ほか
- レインボータウンFM

「おもいで歌謡うた物語」
- FM世田谷

「神太郎 金曜JUKEBOX」ほか
他多数

## ディスコグラフィ

### シングル曲
- 愛の傷あと c/w薔薇のナイフ（2007年9月19日）
- 情念（ほのお）の愛 c/w四国恋路（2009年8月19日）
- 悲しみのつばさ c/wせつなさを抱きよせて（2011年2月23日）
- 恋うつつ c/w縁（えにし）のリボン（2014年3月5日）

### DVD
- 椿欣也ディナーショー2008（2008年8月）
- 椿欣也座長公演2011 お芝居・DREAM STAGE（2012年10月）
- 椿欣也座長公演2012 お芝居・DREAM STAGE（2013年10月）
- 千葉真一プレゼンツ・椿欣也主演舞台「新柳生一族の陰謀」（2014年2月）
- 椿欣也座長公演2013 お芝居・DREAM STAGE（2014年3月）